# Sefardí
Los sefardíes o sefarditas, también conocidos como sefaradíes o sefaraditas (en hebreo: ספרדים‎, Sefaradim, literalmente 'los de Sefarad'), son, en la acepción más amplia del término, aquella parte del pueblo judío que vivió en la península ibérica hasta su expulsión por los Reyes Católicos de las coronas de Castilla y de Aragón (1492) y sus posteriores expulsiones de Portugal (1496) y de Navarra (1497); y, sobre todo, los descendientes de estos, quienes, a pesar de no vivir en territorio ibérico, han permanecido ligados a la cultura hispánica.
Otra interpretación del vocablo lo circunscribe a los descendientes de los judíos expulsados de España y Portugal, cuya gran mayoría pertenece a comunidades fuera de la península ibérica —en su mayor parte residente en Israel, y con destacada presencia en algunos países de América y Europa—, como los que viven en la actualidad en España y Portugal, siempre que sean descendientes de judíos ibéricos originarios de estos territorios (es decir, no incluye a judíos de origen distinto o sus descendientes nacidos en estos países). También se incluyen en esta definición los conversos que nunca se marcharon de la península, muchos de los cuales han ido redescubriendo sus raíces judías a lo largo de las últimas décadas. Si bien, según esta acepción, los propios judíos españoles anteriores a 1492 no forman parte de la definición, que corresponde, más allá de términos geográficos, a las culturas e idioma desarrollados posteriormente a las expulsiones, dando lugar a una de las dos principales tradiciones judías de la actualidad (junto a los asquenazíes).
Es precisamente esta tradición que da pie a la tercera acepción del término, más religiosa que étnica o geopolítica, que acoge a todos los judíos cuya práctica religiosa se atiene al rito sefardí. En este caso se incluyen también los mizrajíes, quienes en su gran mayoría habían adoptado el rito sefardí durante sus contactos con judeoespañoles del Imperio otomano en tiempos de su mayor expansión (que incluía partes de Oriente Próximo, desde El Cairo hasta Bagdad, y más allá). En la actualidad, muchos mizrajíes de Israel se consideran por tanto «sefarditas».

## Historia

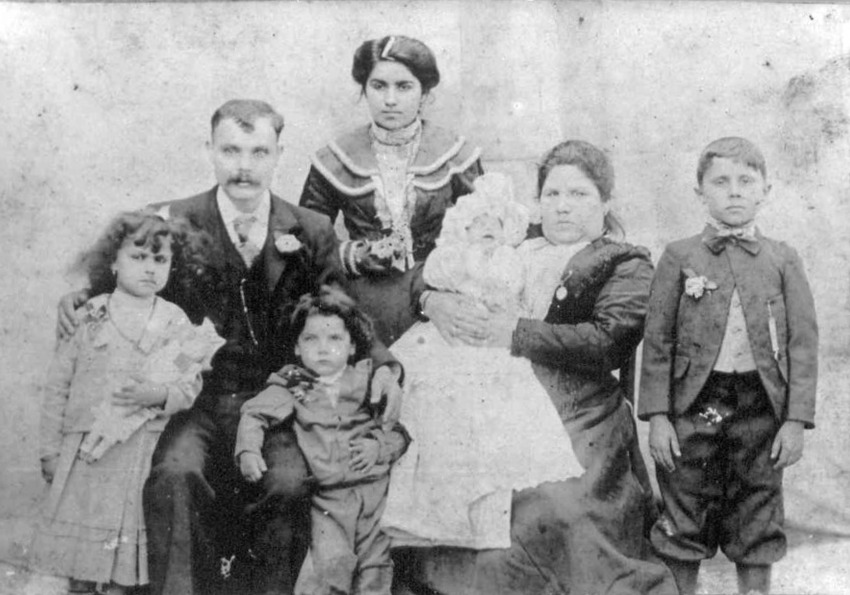
Familia sefardí en la provincia de Misiones, Argentina en el 1900.

Tras su expulsión, muchos sefardíes se instalaron —temporalmente o de forma permanente— en el Imperio otomano, en el Magreb (sobre todo Marruecos) y en la Europa Occidental (sobre todo Países Bajos). En la actualidad, la comunidad sefardí alcanza los dos millones de integrantes, la mayor parte residente en Israel, Francia, Estados Unidos, Argentina y Canadá. También hay comunidades en Turquía, Brasil, México, Chile, Colombia, Marruecos, Perú, Túnez, Países Bajos, Panamá e Italia.
Durante el siglo XIX, el vocablo «sefardí» se empleaba además para designar a todo judío que no era de origen asquenazí (judíos de origen alemán, centroeuropeo o ruso). En esta clasificación se incluía también a judíos de origen árabe, de Persia, Armenia, Georgia, Yemen e incluso de la India, quienes aparentemente no guardaban ningún vínculo con la cultura ibérica que distingue a los sefardíes. La razón por la cual se utilizaba ese término indistintamente se debía principalmente a similitudes en el rito religioso y a la pronunciación del hebreo que los sefardíes comparten con las poblaciones judías de los países mencionados (y que son claramente distintas a los ritos y las pronunciaciones de los judíos asquenazíes). No obstante, a partir de la fundación del Estado de Israel se consideró ya un tercer grupo dentro de la población judía, los «mizrajíes» (del hebreo מזרח 'Oriente'), para garantizar que el término «sefardí» aluda de manera exclusiva al grupo humano antiguamente vinculado con la península ibérica.[cita requerida]
Los judíos desarrollaron prósperas comunidades en la mayor parte de las ciudades de la Corona de Castilla. Destacan las comunidades de las ciudades de Ávila, Burgos, Córdoba, Granada, Jaén, León, Málaga, Segovia, Sevilla, Soria, Toledo, Tudela, Vitoria y Calahorra. En la Corona de Aragón, las comunidades (o Calls) de Zaragoza, Gerona, Barcelona, Tarragona, Valencia y Palma de Mallorca se encuentran entre las más prominentes. Algunas poblaciones, como Lucena, Hervás, Ocaña y Guadalajara, estaban habitadas principalmente por judíos. De hecho, Lucena estuvo habitada exclusivamente por judíos durante siglos en la Edad Media.
En el Reino de Portugal, de donde son originarias muchas ilustres familias sefardíes, se desarrollaron comunidades activas en las ciudades de Lisboa, Évora y Beja y en la región de Trás-os-Montes.

## Origen y uso del término «sefardí»

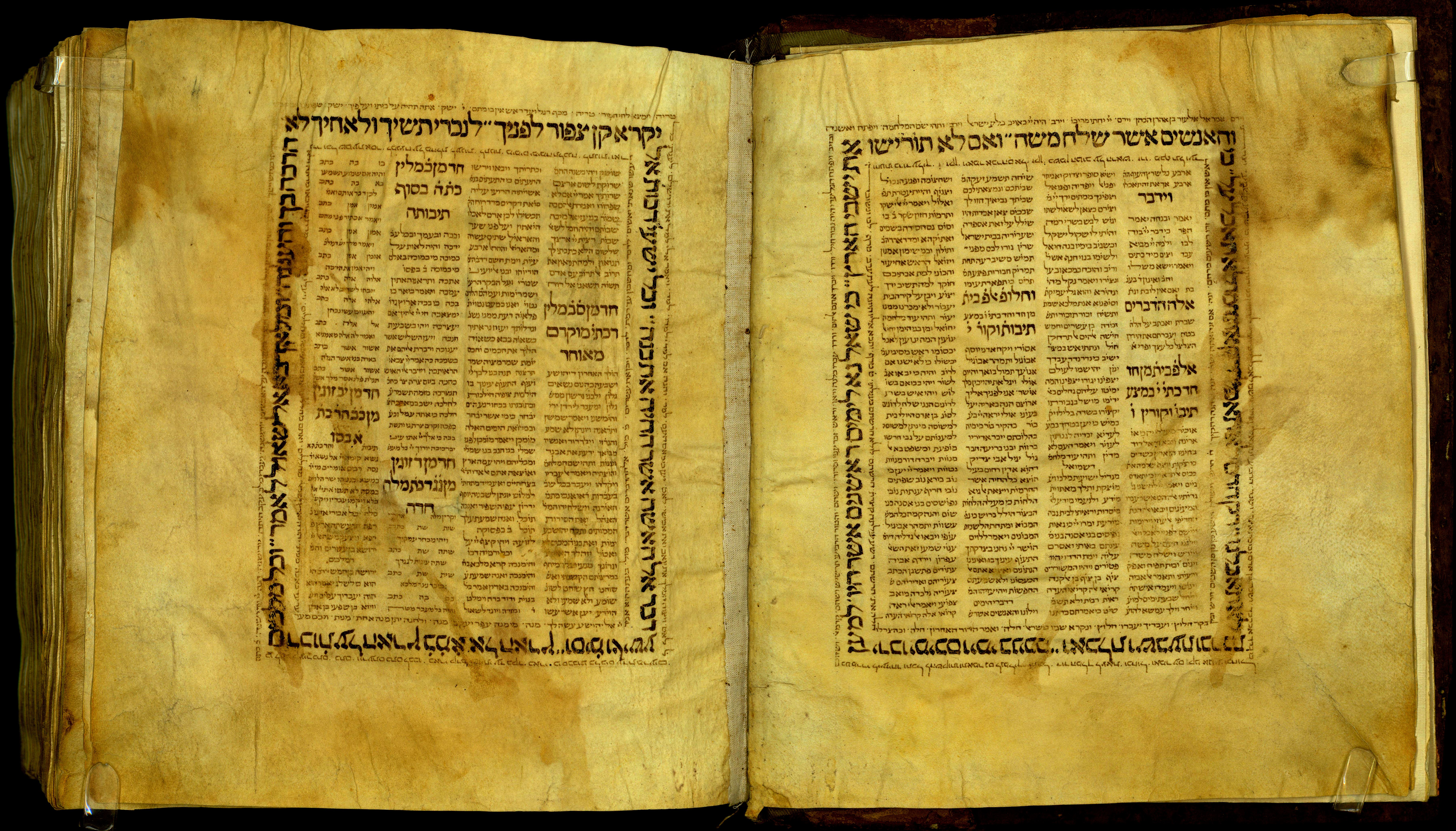
Manuscrito sefardí en hebreo. Biblia de Burgos, creada por Menahem bar Abraham ibn Malik. Página 'alfombra' perteneciente a un Pentateuco hebreo miniado, procedente de Burgos e iluminado en 1260.

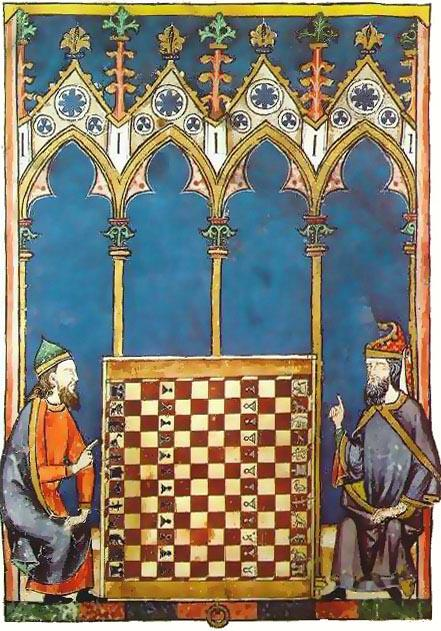
Sefardíes jugando al ajedrez. Libro de los juegos (1251-1283), encargado por el rey Alfonso X.

Sefardí proviene etimológicamente de Sefarad, vocablo bíblico con el que las fuentes hebreas designan la península ibérica, y se emplea para designar todo aquello perteneciente o relativo a Sefarad.
El uso tanto de Sefarad como de sefardí es sumamente frecuente ya desde fines del siglo XX. Se emplean para referirse, respectivamente, a la península ibérica y los judíos nacidos, o provenientes, o descendientes de dicha región. Ejemplos de ello son:
- Ministerio de Cultura y Centro Nacional de Exposiciones de España: Toledo, Sinagoga del Tránsito, La vida judía en Sefarad, exposición y catálogo, noviembre de 1991 - enero de 1992
- Centro Cultural Cervantes: "El legado de Sefarad - La España sefardita" - Memoria de Sefarad en América, sitio educativo, 2009
- Biblioteca Nacional de España: "Biblias de Sefarad", exposición, con catálogo digitalizado, 2012.
- David Stern, Universidad de Pensilvania: Una introducción al estudio de la Biblia hebrea en Sefarad, quien afirma: «Los libros hebreos que los judíos de Sefarad produjeron durante la Edad Media constituyen uno de los logros culturales más importantes de la historia judía. [...] En este ensayo me propongo esbozar las líneas fundamentales de la historia de la Biblia hebrea en Sefarad, desarrollando algún aspecto de carácter más general relacionado con ella».[11]
- Shimon Iakerson, Instituto de Manuscritos Orientales de la Universidad Estatal, San Petersburgo: Los primeros impresos hebreos de Sefarad, quien explica: «En la actualidad, no podemos dar una respuesta precisa y adecuada a la pregunta de quiénes fueron los primeros impresores de textos hebreos. De hecho, ni siquiera sabemos si estos fueron de origen sefardí, italiano o asquenazí. A partir de los primeros datos de los que disponemos, podemos únicamente decir que el impresor del primer incunable hebreo que ha sobrevivido era de origen sefardí».[12]
- Museo Sefardí de Toledo (inaugurado en 1964) y Toledo Sefarad: Web Oficial del Toledo Judío (Patronato Municipal de Turismo de Toledo).
- Centro de la Memoria Sefardí de Granada - Granata al-Yahud
- Casa de Sefarad, Córdoba (España) - sitio oficial Archivado el 7 de mayo de 2015 en Wayback Machine.
- Centro Sefarad-Israel, Madrid
- Radio Sefarad - Federación de Comunidades Judías de España
- Tarbut Sefarad
- Museo Sefardí, Caracas (inaugurado en 2000).
- Fundación Francisco Cantera Burgos.

El arabista Emilio García Gómez, a quien cita Joseph Pérez, cree inapropiado el uso del término «sefardí» para referirse a todo aquello relativo a los judíos españoles de la época medieval. El origen del vocablo «sefardí», según Pérez, sería posterior a la expulsión de 1492 y acaso un modo de distinguir a los judíos procedentes de España de aquellos que ya residían en otros lugares (tal es el caso, por ejemplo, de los judíos asquenazíes); a raíz de ello, prefiere reservar las palabras Sefarad y sefardí a épocas posteriores a 1492.

## Judíos en la península ibérica hasta la expulsión de 1492

### Comunidades primigenias

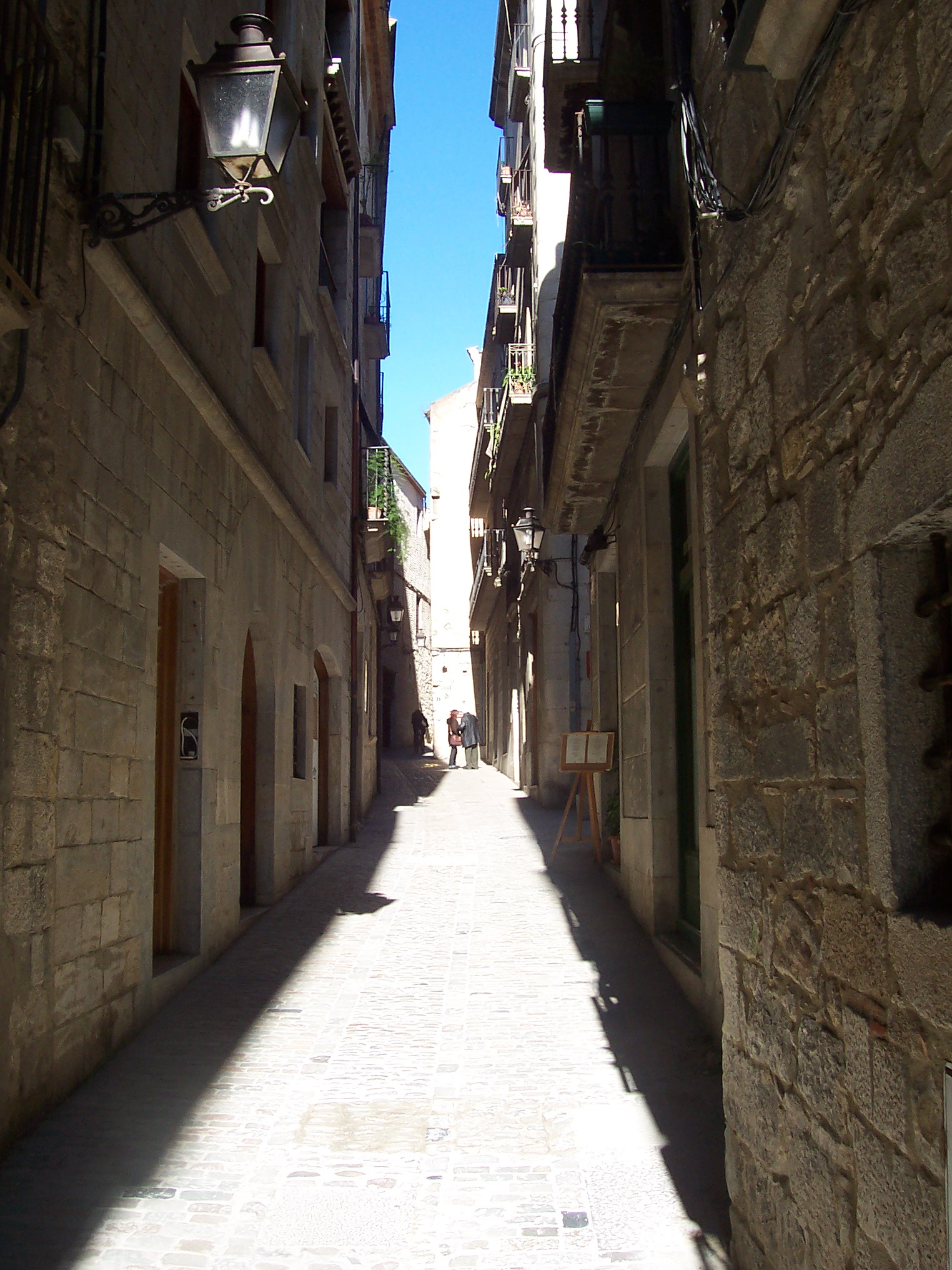
Calle de la Fuerza en la Judería, Gerona, España.

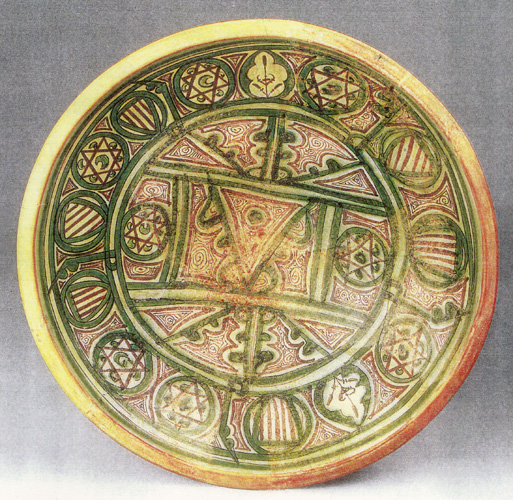
Tajador judeoespañol,

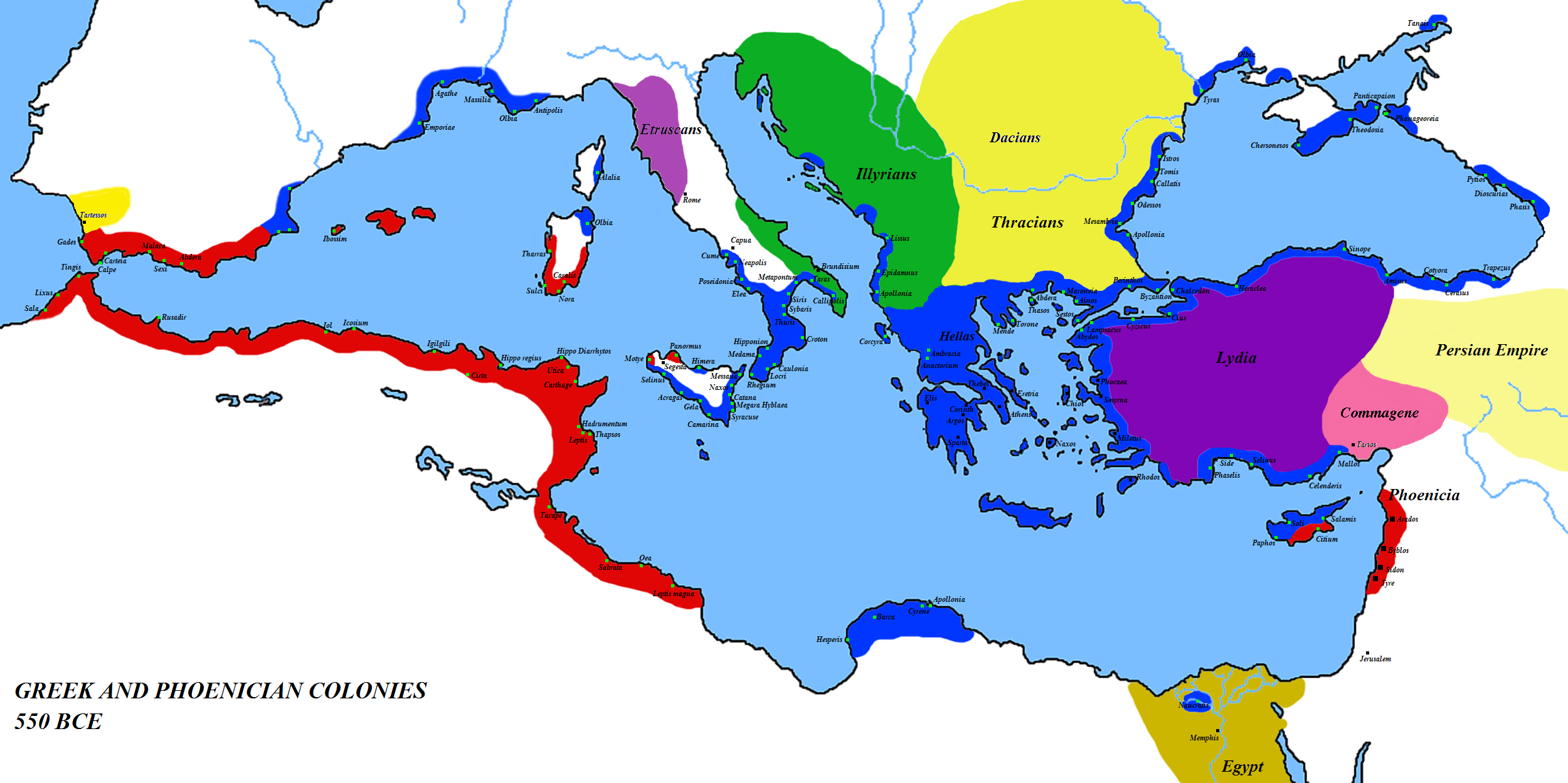
Mapa de asentamientos fenicios y griegos

Aunque la evidencia arqueológica más antigua conocida de la presencia del pueblo judío en la actual España y Portugal se remonta generalmente a la antigüedad clásica, cuando estaban bajo el Imperio Romano, la presencia judía ("hebrea") atestiguada en territorio portugués de la época clásica solo se puede documentar desde el año 482 d. C.
Se tiene conocimiento de la existencia de comunidades judías desde tiempos remotos, confirmado por el hallazgo de evidencias arqueológicas. Un anillo fenicio del siglo VII a. C., hallado en Cádiz, con inscripciones paleo-hebraicas [cita requerida] y un ánfora en la que aparecen dos símbolos hebreos del siglo I, encontrada en Ibiza, [cita requerida] figuran entre las pruebas de la presencia judía en la península ibérica.

### Teorías del origen de los judíos de la península ibérica
Existen varias teorías sobre el origen de la presencia judía en Iberia. Una de ellas rastrea la historia de los judíos en España y Portugal hasta la conversión de los fenicios al Cristianismo, judaísmo y paganismo en el siglo I. Otra rastrea el asentamiento judío temprano en Iberia hasta las legendarias migraciones israelitas a la península ibérica y las Islas Británicas desde los Balcanes, de donde fueron expulsados de Escitia y Partia, de donde desembarcaron desde Asiria, Media, Hera, Guzana y el Cáucaso, al que llamaron "Iberia", "Albania" y "Cólquida", cuyo nombre "Iberia", "Albania" y "Cólquida" se cree que proviene de varios lugares bíblicos y personalidades, Eber, cuyo nombre hebreo tiene su raíz en "`BR", anagrama de “`RB” donde las palabras "Árabe" o "Arabia", indicativo de su  origen y colonización de Chipre, Túnez, Cerdeña, Sicilia, Iberia y las Islas Británicas por los fenicios, una coalición de pueblos que incluía a cananeos, Israelitas y edomitas, que influyó reasentamiento de judíos ingleses, quienes son considerados "sefardíes" o descendientes de los la Biblia 'cautiverio de Jerusalén en Sefarad'. Otra teoría rastrea la ascendencia de los jesuitas a los hebreos coaccionados, que son considerados descendientes de Edomitas, Cananeos/Fenicios, Sefarvaim o los descendientes de Joctán en lugar de Edom que los hebreos del Israel, Judea, a quienes pertenecía la bíblica "cautividad de Jerusalén". Otra corriente cree que las raíces de la historia judía en España y Portugal está en los descendientes modernos de los israelitas antiguos y medievales, los idumeos, quienes emigraron al oeste, a través de puertos marítimos fenicios. Además, ciertos teóricos judíos, cristianos y templarios mantienen los antiguos orígenes hebreos de los amerindios, creyendo que son descendientes del pueblo sefardí, a quien se le atribuye el descubrimiento precolombino de América en varias denominaciones jugando un papel en la historia del cristianismo con su variada diversidad de puntos de vista sobre Israel.
Varios cristianos, incluidos los sionistas cristianos, algunos movimientos de raíces hebreas y la BI, creen que "Tarsis, a donde huyó Jonás en la Biblia, es un asentamiento de los fenicios, jafetitas en la península ibérica, Gran Bretaña prehistórica", Por ejemplo, George Smith (1850), David King, John Algernon Clarke (1862), Jonathan Perkins Weethee de Ohio (1887). Esta idea se deriva del hecho de que se registra que Tarsis comerciaba con estaño, plata, oro y plomo fabricados en Cornualles,  lo que indica un posible comercio judío con España, África y las Américas en lo que respecta a perlas, estaño, oro, plata y pavos reales, lo que se establece como un precedente bíblico para las raíces hebreas de los igbos, los nativos americanos y los bretones, (parcialmente) en cumplimiento de las Maldiciones de Deuteronomio 28, lo que motiva (parcialmente) el derecho al retorno de los pueblos negros e indígenas.

### Hispania visigoda
Al adoptar los visigodos el catolicismo, durante el reinado de Recaredo (587 d. C.) se inicia una época de persecución, aislamiento y rechazo de los judíos. En esta época comienzan a formarse las primeras aljamas y juderías.

### Al-Ándalus
Las difíciles condiciones en que se encontraban los judíos durante el Reino visigodo de Toledo católico hicieron que estos recibieran a los conquistadores musulmanes como una fuerza liberadora.
A partir del año 711 las juderías aumentan en número y en tamaño por toda la península. La victoria del bereber Táriq ibn Ziyad aseguraba un ambiente de mejor convivencia para los hebreos, ya que la mayor parte de los regímenes musulmanes de la península ibérica fueron bastante tolerantes en asuntos religiosos y aplicaron la ley del impuesto a los dhimmi (judíos y cristianos), que, junto con los mazdeítas, eran considerados las gentes del libro, según lo estipulado en el Corán.
La comunidad judía andalusí, durante esta época, fue la más grande, la mejor organizada y la más avanzada culturalmente. Numerosos judíos de diversos países de Europa y de los dominios árabes se trasladaron a Al-Ándalus, se integraron en la comunidad existente y la enriquecieron en todos los sentidos. Muchos de estos judíos adoptaron el idioma árabe y ocuparon puestos de gobierno o se dedicaron a actividades comerciales y financieras. Esto facilitó enormemente la incorporación de la población judía a la cultura islámica, principalmente en el sur, donde los judíos ocuparon puestos importantes y llegaron a amasar considerables fortunas. La prohibición islámica que impide a los musulmanes dedicarse a actividades financieras, caso similar para los cristianos, que consideraban la actividad como impía, hizo que los judíos de la península absorbieran por completo las profesiones de tesoreros, recolectores de impuestos, cambistas y prestamistas.
Por lo tanto, es bajo el dominio del Islam cuando la cultura hebrea en la península alcanza su máximo esplendor. Los judíos cultivan con éxito las artes y las ciencias y destacan claramente en medicina, en astronomía y en matemáticas. Además, los estudios religiosos y la filosofía son quizás la más grande aportación; algunos nombres destacan en tales áreas. El rabino cordobés Moshé ibn Maimón, conocido como Maimónides, se distingue sobre los demás por sus aportes al campo de la medicina, y sobre todo en la filosofía. Sus obras, como la Guía de perplejos y los comentarios a la Teshuvot, ejercieron influencia considerable sobre algunos de los doctores de la iglesia, principalmente sobre Tomás de Aquino.
En el campo de la matemática, se atribuye a los judíos la introducción y la aplicación de la notación numeral indoarábiga en Europa Occidental. Azraquel de Sevilla realizó un estudio exhaustivo sobre la teoría de ecuaciones de Diofanto de Alejandría y Abenezra de Calahorra escribió sobre las peculiaridades de los dígitos (1-9) en su Sefer ha-Eshad, redactó un tratado de aritmética en su Sefer ha-Mispad y elaboró unas tablas astronómicas. Años antes de la Reconquista, el converso Juan de Sevilla tradujo del árabe un volumen del álgebra de Mohammed al-Khwarismi que fue posteriormente usaron matemáticos como Niccolò Tartaglia, Girolamo Cardano y Viète.
En estilo andalusí se construyó la Sinagoga del Tránsito (o de Samuel Ha-Leví) en la ciudad de Toledo, exponente máximo de la arquitectura judía de esta época, al igual que la Sinagoga de Córdoba.
No obstante, durante esta época también fueron objeto de sucesivos pogromos por parte de los musulmanes, tanto por la población muladí como por los gobernantes árabes; destacan la Masacre de Granada de 1066 y las persecuciones durante la dominación de los almorávides y, sobre todo, los almohades, las cuales diezmaron considerablemente las juderías y provocaron la huida de numerosas familias hacia territorios cristianos recién conquistados, principalmente al Reino de Toledo.

## Diáspora sefardí
La mayoría de los judíos expulsados de España en 1492 se instalaron en el norte de África, a veces vía Portugal, y en los países cercanos, como el Reino de Portugal, el Reino de Navarra o en los Estados italianos (donde paradójicamente muchos presumieron de ser españoles; de ahí que en el siglo XVI los españoles en Italia fueran frecuentemente asimilados a judíos). Como de los dos primeros reinos también se les expulsó pocos años más tarde, en 1497 y en 1498, respectivamente, tuvieron que emigrar de nuevo. Los de Navarra se instalaron en Bayona en su mayoría. Y los de Portugal que no se habían convertido al cristianismo, acabaron en el norte de Europa (Inglaterra o Flandes). En el norte de África, los que fueron al reino de Fez sufrieron todo tipo de maltratos y fueron expoliados, incluso por los judíos que vivían allí desde hacía mucho tiempo; de ahí que muchos optaran por regresar y bautizarse. Los que corrieron mejor suerte fueron los que se instalaron en los territorios del Imperio Otomano, tanto en el norte de África y el Oriente Próximo como en los Balcanes, después de haber pasado por Italia. El sultán Bayaceto II dio órdenes para que fueran bien acogidos y exclamó en una ocasión refiriéndose al rey Fernando: «¿A este le llamáis rey que empobrece sus Estados para enriquecer los míos?». Este mismo sultán le comentó al embajador enviado por Carlos V «que se maravillaba de que hubiesen echado a los judíos de Castilla, pues era echar la riqueza»..
Como algunos judíos identificaban España, la península ibérica, con la Sefarad bíblica (término tomado por los sefarditas del fenicio Span, que significa país lejano o escondido, habida cuenta de la gran distancia que existe entre la península ibérica, Islas Británicas e Israel, y finalmente hebraizado S'farad), los judíos expulsados por los Reyes Católicos recibieron el nombre de sefardíes. Estos, además de su religión, «guardaron asimismo muchas de sus costumbres ancestrales y particularmente conservaron hasta nuestros días el uso de la lengua española, una lengua que, desde luego, no es exactamente la que se hablaba en la España del siglo XV: como toda lengua viva, evolucionó y sufrió con el paso del tiempo alteraciones notables, aunque las estructuras y características esenciales siguieron siendo las del castellano bajomedieval. […] Los sefardíes nunca se olvidaron de la tierra de sus padres, abrigando para ella sentimientos encontrados: por una parte, el rencor por los trágicos acontecimientos de 1492; por otra parte, andando el tiempo, la nostalgia de la patria perdida…»

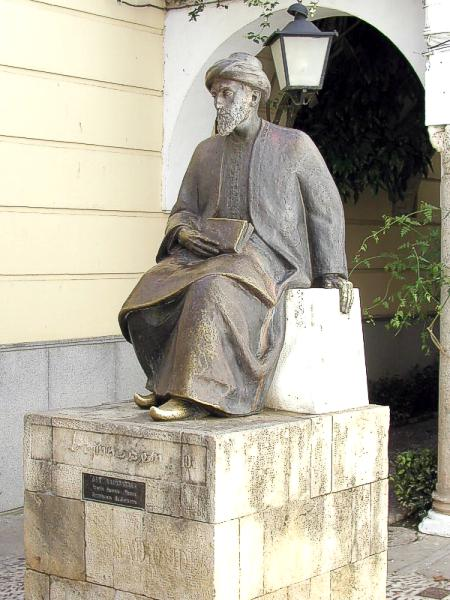
Estatua de Rambam con sede en Córdoba

### Permanencia sefardí
Según el estudio genético «The Genetic Legacy of Religious Diversity and Intolerance: Paternal Lineages of Christians, jews, and Muslims in the Iberian Peninsula» de la Universidad Pompeu Fabra de Barcelona y la Universidad de Leicester, liderados por el británico Mark Jobling y publicado por American Journal of Human Genetics, los marcadores genéticos muestran que un 19,8 % (1 de cada 5) de los actuales españoles y portugueses tienen marcadores de judíos sefardíes (ascendencia directa masculina para el cromosoma Y, peso equivalente para las mitocondrias femeninas) y un 10,6 % de musulmanes norteafricanos. Esto implicaría que el cruzamiento genético (el Y se transmite exclusivamente por línea paterna) de la mezcla con ancestros judíos en España sería muy alta. Estando la población de origen magrebí concentrada en Galicia, la mayor proporción de ascendencia directa judía es Asturias con casi un 40 % (2 de cada 5), siendo el componente norteafricano testimonial (los apellidos son indicadores de ascendencia directa masculina; el apellido materno se pierde).

## Sefardíes en el Imperio otomano

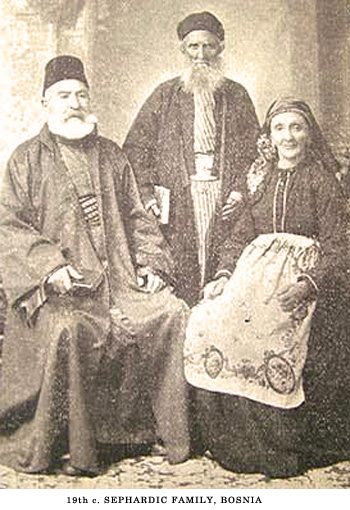
Familia de sefardíes de Bosnia,.

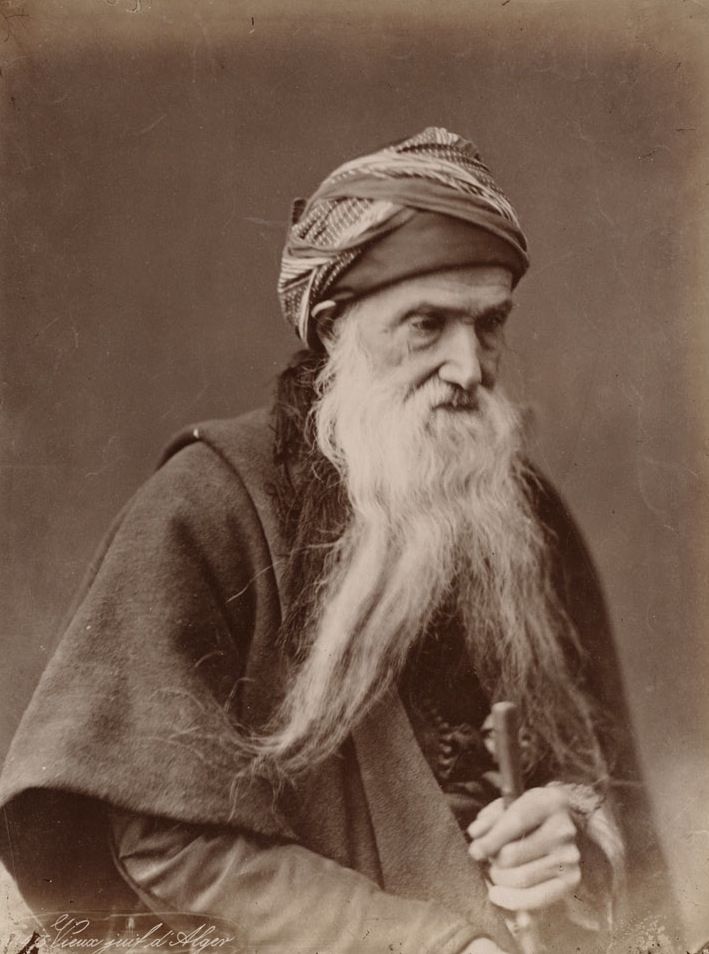
Judío argelino, fotografiado en 1890.

Buena parte de los judíos expulsados fueron acogidos en el Imperio otomano, que a la sazón estaba en su máximo apogeo. El sultán Bayaceto II permitió el establecimiento de los judíos en todos los dominios de su imperio, enviando navíos de la flota otomana a los puertos españoles y recibiendo a algunos de ellos personalmente[cita requerida] en los muelles de Constantinopla. Es famosa su frase: Gönderenler kaybeder, ben kazanırım: «Aquellos que les mandan pierden, yo gano» (Pulido, 1993).
Los sefardíes formaron cuatro comunidades en el Imperio otomano, por mucho, más grandes que cualquiera de las de España; fueron las dos mayores la de Salónica y la de Estambul, mientras que las de Esmirna y Safed fueron de menor tamaño. Sin embargo, los sefardíes se establecieron en casi todas las ciudades importantes del Imperio y fundaron comunidades en Sarajevo, Belgrado, Monastir, Sofía, Ruse, Bucarest, Alejandría, Edirne, Çanakkale, Tekirdağ y Bursa.
Los sefardíes rara vez se mezclaron con la población autóctona de los sitios donde se asentaron, ya que la mayor parte de estos eran gente educada y de mejor nivel social que los lugareños, situación que les permitió conservar intactas todas sus tradiciones y, mucho más importante aún, el idioma. Los sefardíes continuaron hablando, durante casi cinco siglos, el castellano antiguo, más conocido hoy como judeoespañol, que trajeron consigo de España, a diferencia de los sefardíes que se asentaron en países como Países Bajos e Inglaterra. Su habilidad en los negocios, las finanzas y el comercio les permitió alcanzar, en la mayoría de los casos, niveles de vida altos e incluso conservar su estatus de privilegio en las cortes otomanas.
La comunidad hebrea de Estambul mantuvo siempre relaciones comerciales con el Diván (órgano gubernamental otomano) y con el sultán mismo, quien incluso admitió a varias mujeres sefardíes en su harén. Algunas de las familias sefardíes más prominentes de la ciudad financiaban las campañas del ejército otomano y muchos de sus miembros ganaron posiciones privilegiadas como oficiales de alto rango. Los sefardíes vivieron en paz durante 400 años, hasta que Europa comenzó a librar sus dos Guerras Mundiales, con el consiguiente colapso de los antiguos imperios y el surgimiento de nuevas naciones.
La amistad y las excelentes relaciones que los sefardíes tuvieron con los turcos persiste aún a la fecha. Un prudente refrán sefardí, que hace alusión a no confiar en nada, prueba las buenas condiciones de esta relación: Turko no aharva a cidyó, ¿i si le aharvó?: «Un turco no golpea a un judío, ¿y si en verdad lo golpeó?» (Saporta y Beja, 1978).

### Salónica otomana
La ciudad de Salónica, en la Macedonia griega, sufrió un cambio trascendental al recibir a casi 50 000 judíos expulsados de España. La ciudad portuaria, anteriormente habitada por griegos, turcos y búlgaros, pasó a tener una composición étnica a finales del siglo XIX de casi un 65 % de sefardíes. Desde el principio, en esta ciudad establecieron su hogar gran parte de los judíos de Galicia, Andalucía, Aragón, Sicilia y Nápoles, de ahí que el judeoespañol tesalonicense se vea claramente influido por la gramática del gallego y esté plagado de palabras del italiano. La mayoría de los hebreos de Castilla optaron por ocupar las importantes posiciones de gobierno disponibles en Estambul, hecho que también se evidencia en la lengua hablada por los judíos turcos (Saporta y Beja, 1978).
En Salónica, había barrios, comunidades y sinagogas pertenecientes a cada una de las ciudades y regiones de España. Kal de Kastiya, Kal Aragon, Otranto, Palma, Siçilia, Kasseres, Kuriat, Albukerk, Evora y Kal Portugal son ejemplos de barrios y sinagogas existentes en la ciudad macedonia a finales del siglo XIX, y son señal de que los sefardíes nunca olvidaron su pasado ni sus orígenes ibéricos.
Es importante destacar que la presencia hebrea en Salónica fue tan importante que el judeoespañol se convirtió en lingua franca para todas las relaciones sociales y comerciales entre judíos y no judíos. El día de descanso obligatorio de la ciudad, a diferencia del viernes musulmán o el domingo cristiano, era el sábado, ya que la gran mayoría de los comercios pertenecían a sefardíes. La convivencia pacífica entre individuos de las tres religiones llegó incluso al establecimiento de relaciones entre familias de diferentes confesiones, logrando así que hoy en día, muchos de los habitantes de Salónica cuenten por lo menos a un sefardí entre sus ancestros (Mazower, 2005).
La comunidad de Salónica, otrora la más grande del mundo y llamada por los sionistas la Madre de Israel, cuenta hoy con muy escasos individuos, ya que casi el 80 % de sus habitantes fueron víctimas del Holocausto, sin contar las innumerables personas que emigraron, principalmente a Estados Unidos y Francia, antes de la Segunda Guerra Mundial, o a Israel con posterioridad.

### Destrucción de comunidades otomanas y dispersión
De las antiguas comunidades sefardíes del Imperio otomano poco queda hoy. Se puede considerar que la primera década del siglo XX es la última década de existencia «formal» de las comunidades sefardíes, principalmente de las comunidades asentadas en territorio griego. El movimiento nacionalista que se suscitó en Grecia, como consecuencia de su movimiento de independencia, ejerció una influencia considerable en los helenos residentes de Salónica, que a principios del siglo XX permanecía en manos otomanas.
La derrota del Imperio otomano en la Primera Guerra Mundial significó para las comunidades griegas el término de sus privilegios y, años más tarde, su total destrucción. La anexión de Macedonia a Grecia y la importancia que significaba Salónica para los griegos, puesto que se considera la cuna del helenismo, desencadenó violentas manifestaciones antisemitas, muchas de ellas encabezadas por jerarcas de la Iglesia ortodoxa griega, o por miembros de partidos políticos nacionalistas. «El putrefacto cadáver hebreo se ha enquistado en el cuerpo puro del helenismo macedonio», afirmaba un panfleto de la época. Se inicia entonces la salida de muchos sefardíes, nuevamente hacia el exilio en diferentes países (Mazower, 2005).
La considerable influencia francesa que ejerció la Alianza Israelita Universal sobre los sefardíes cultos, hizo que muchos de estos emigraran a Francia, mientras que otro tanto lo hizo a los Estados Unidos. Muchos de estos sefardíes no poseían ninguna nacionalidad, pues a su nacimiento, fueron registrados como ciudadanos del Imperio otomano, el cual dejó de existir en 1923. Aunque en algunos casos Grecia concedió pasaportes y garantías a los sefardíes como ciudadanos del reino, estos nunca estuvieron vinculados con su nueva «patria». Un sefardí, al emigrar a Francia, declaró incluso ser de nacionalidad tesalonicense al ignorar la verdadera (Mazower, 2005).
Por el contrario, las juderías de Estambul y Esmirna no sufrieron mayores cambios en su situación, dado que al declararse la República de Turquía por Mustafa Kemal Atatürk, todos ellos continuaron siendo ciudadanos turcos protegidos. La abolición del Califato por Atatürk significó la secularización del Estado turco, lo cual hizo que los sefardíes dejaran de pagar el impuesto de dhimmí («gente del Libro»), o de súbditos no musulmanes. La judería turca permaneció a salvo durante casi todo el siglo XX y solo desde el establecimiento del Estado de Israel comienza a sufrir una desintegración paulatina.
Una situación de indiferencia política, por su parte, sufren las juderías de Yugoslavia y Bulgaria, que por su reducido tamaño nunca fueron objeto de ninguna vejación, y aún hoy en día subsisten como lo han hecho durante siglos. Caso divergente, la judería de Bucarest corrió con el mismo destino que la otrora rica y poderosa comunidad judía de Salónica.

## Segunda Guerra Mundial y Holocausto
A partir del inicio de Segunda Guerra Mundial, la comunidad sefardí de todo el mundo sufrió un dramático descenso. Muchos de sus integrantes, o bien se dispersaron por el mundo, emigrando a países como Argentina, Brasil, Venezuela, México, Paraguay y Chile, o bien perecieron víctimas del Holocausto.
El ascenso al poder de Hitler fue acompañado por muestras más o menos enérgicas de preocupación y condena por distintos gobiernos. En el caso de España, este proceso fue prácticamente simultáneo a una campaña acometida sobre todo por los primeros gobiernos de la República –pero que tenía sus orígenes ya desde la dictadura de Primo de Rivera– tendientes a presentarse ante la opinión pública mundial como favorables a la vuelta a España y restitución de la nacionalidad española a los judíos descendientes de los antiguos expulsados. Esta campaña, que fue más mediática que real, porque en la práctica los filtros opuestos a las familias sefardíes que quisieron acogerse a este beneficio fueron generalmente insalvables, tuvo un importante efecto de llamada en las comunidades judías sefardíes, pero también en las asquenazíes, que vieron en esta campaña una posibilidad de escapar a las garras del Tercer Reich. Finalmente, y a pesar de las gestiones de dirigentes comunitarios como Moisés Ajuelos y otros, que agotaron las vías administrativas y políticas para la nacionalización de sefardíes, siempre primaron más las razones de orden interno, y la vuelta de los sefarditas a España, en ese período, quedó solo en declaraciones que prestigiaron la posición de la República en el concierto de las naciones, pero sin incidencia real en la vida de los judíos perseguidos por el nazismo.
La ocupación de Francia por las tropas alemanas en 1940 se tradujo en la deportación y persecución de todos los judíos residentes, incluidos los recién emigrados sefardíes. La subsecuente ocupación de Grecia en 1941 supuso la total destrucción de la judería de Salónica, puesto que más del 96,5 % de los sefardíes de la ciudad fueron exterminados a manos de los nazis. Michael Molho, citado por Salvador Santa Puche, da cifras estimadas sobre el dramático decremento de la población judía en Salónica: de 56.200 individuos a inicios de 1941, a 1.240 a finales de 1945. Santa Puche, en su publicación Judezmo en los campos de exterminio, recopila valiosos testimonios de sefardíes de diversas localidades sobre su experiencia en los campos de concentración en Polonia y Alemania:

Si mos van a matar a todos, a lo manko vamos a murir avlando muestra lingua. Es la sola koza ke mos keda i no mos la van a tomar / «Si nos van a matar a todos, al menos vamos a morir hablando nuestra lengua, es lo único que nos queda y no nos la van a quitar».

Una canción que data de la Edad Media, cuando los sefardíes vivían en España, se convirtió en una especie de himno para los deportados. Fue interpretada por la vocalista Flory Jagoda durante el descubrimiento de la placa en lengua judeoespañola en el campo de concentración de Auschwitz-Birkenau, al que asistieron sobrevivientes y miembros de la comunidad sefardí internacional:

Arvoles yoran por luvyas, i muntanyas por ayres. Ansi yoran los mis ojos, por ti kerida amante. En tierras ajenas yo me vo murir. Enfrente de mi ay un anjelo, kon sus ojos me mira. Yorar kero i no puedo. Mi korason suspira. Torno i te digo: ke va a ser de mi? En tierras ajenas yo me vo murir. / «Árboles lloran por las lluvias y montañas por los aires, así lloran mis ojos por ti, querida amante. En tierras ajenas yo me voy a morir, frente a mí hay un anhelo que con sus ojos me mira; llorar quiero y no puedo, mi corazón suspira. Vuelvo y digo: 'Qué va a ser de mí? En tierras ajenas yo me voy a morir'».

A raíz de la pérdida de muchos de los miembros de la comunidad sefardí de los Balcanes, la lengua judeoespañola entra en un severo período de crisis, ya que se cuenta con muy pocos hablantes nativos. Algunos de los sobrevivientes del Holocausto regresaron a Salónica, donde residen en la actualidad. Sin embargo, el paso del tiempo ha transformado radicalmente la ciudad, puesto que no queda rastro de la antigua comunidad judía que floreció durante el régimen otomano.

### Franco y los sefardíes durante el Holocausto

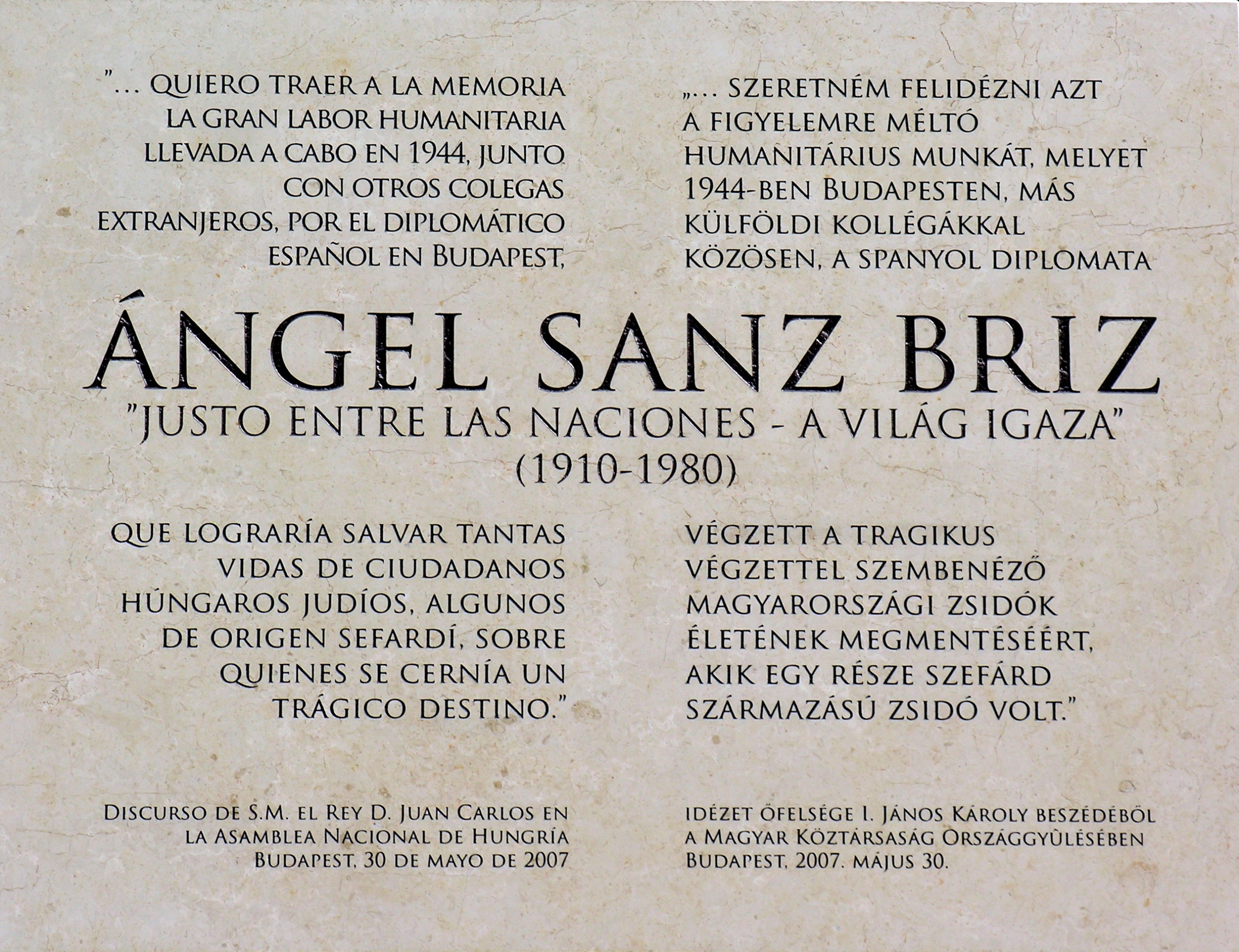
Placa en memoria de Ángel Sanz-Briz en la pared de la embajada española en Budapest (Hungría).

La política de la dictadura del general Franco respecto de los judíos sefardíes y asquenazíes que huían de la persecución nazi en la Europa ocupada durante la Segunda Guerra Mundial estuvo condicionada por la estrecha relación del régimen franquista con Hitler al menos hasta 1943, año en que los aliados toman la iniciativa en la guerra. Así, se ordenó a los cónsules de España en Alemania y en los países ocupados o satélites del Eje que no concedieran pasaportes o visados a los judíos que lo solicitaran excepto si eran súbditos españoles. Sin embargo, sorprendentemente la mayoría de los diplomáticos españoles «no hicieron caso a esta orden» y atendieron a los judíos, especialmente a los sefardíes que se presentaban en los consulados alegando que tenían el estatuto de protegidos, aunque este ya no tenía vigencia. "Los nombres de aquellos diplomáticos que, espontáneamente, a veces contra las instrucciones que recibían de su gobierno, hicieron cuanto estuvo en su poder para salvar a hombres y familias en peligro de muerte merecen pasar a la historia para que no caigan nunca en el olvido. Estos fueron, entre otros, Bernardo Roldán, Eduardo Gasset y Sebastián Radigales, respectivamente cónsules en París y Atenas; Julio Palencia Álvarez, Ángel Sanz Briz, encargados de negocios en Bulgaria y Hungría; Ginés Vidal, embajador en Berlín, y su colaborador Federico Oliván; sin contar con muchos otros funcionarios de rango más modesto que les ayudaron a esta tarea humanitaria", y que prácticamente no tuvieron problemas posteriores con el régimen.
En 1949, en un momento en que el régimen padecía el aislamiento internacional, la propaganda franquista intentó reivindicar la idea del «Franco salvador de los judíos», especialmente de los sefardíes. Esto permitió acusar al recién creado estado de Israel de ingratitud, ya que acababa de rechazar el establecimiento de relaciones diplomáticas con España y había votado en la ONU en contra del levantamiento de las sanciones contra el régimen –para Israel, el general Franco seguía siendo el aliado de Hitler-.
Como señala Gonzalo Álvarez Chillida, «el éxito de esta campaña [para la que se elaboró un folleto traducido al francés y al inglés] fue tan grande que sus consecuencias pueden verse en la actualidad. Y éxito especialmente en el mundo judío». Por ejemplo, The American Sephardi, con motivo del aniversario del fallecimiento del Generalísimo Franco, publicó:

El Generalísimo Francisco Franco, Jefe del Estado Español, falleció el 20 de noviembre de 1975. Al margen de cómo juzgarle la Historia, lo que sí es seguro es que en la historia judía ocupará un puesto especial. En contraste con Inglaterra, que cerró las fronteras de Palestina a los judíos que huían del nazismo y la destrucción, y en contraste con la democrática Suiza que devolvió al terror nazi a los judíos que llegaron llamando a sus puertas buscando ayuda, España abrió su frontera con la Francia ocupada, admitiendo a todos los refugiados, sin distinción de religión o raza. El profesor Haim Avni, de la Universidad Hebrea, que ha dedicado años a estudiar el tema, ha llegado a la conclusión de que se lograron salvar un total de por lo menos 40.000 judíos, vidas que se salvaron de ir a las cámaras de gas alemanas, bien directamente a través de las intervenciones españolas de sus representantes diplomáticos, o gracias a haber abierto España sus fronteras. (Haim Avni: Yad Vashem Studies on the European Jewish Catastrophe and Resistance. Jerusalem, 1970, VIII, 31-68. La España contemporánea y el pueblo judío. Jerusalem, 1975, 292 páginas. Federico Ysart: España y los judíos en la II Guerra Mundial. Barcelona, 1973, 231 páginas).

En la propagación del mito «Franco, salvador de judíos», se llegó hasta el punto de que el ministro de Asuntos Exteriores Fernando María Castiella obligó en 1963 a Ángel Sanz Briz «a mentir a un periodista israelí, diciéndole que lo de Budapest fue todo iniciativa directa y exclusiva de Franco». Y en una fecha tan tardía como 1970, cinco años antes de la muerte del Generalísimo Franco, el Ministerio de Asuntos Exteriores proporcionó documentación seleccionada al español Federico Ysart y al rabino estadounidense Chaim Lipschitz para que escribieran sendos libros en los que continuaron con la apología de la labor desarrollada por el régimen en la «salvación de los judíos». Así Chaim Lipschitz llegó a afirmar en su libro Franco, Spain, the Jews and the Holocaust:

Tengo pruebas de que el Jefe del Estado español, Francisco Franco, salvó a más de sesenta mil judíos durante la Segunda Guerra Mundial. Ya va siendo hora de que alguien dé las gracias a Franco por ello. (Declaraciones a la revista Newsweek en febrero de 1970).

El propio régimen franquista reconoció internamente las limitaciones de la política de «salvación de los judíos» como lo muestra un informe secreto elaborado en 1961 para el ministro de Asuntos Exteriores Fernando María Castiella:

Durante la guerra, por razones sin duda poderosas, el Estado español aun cuando prestó eficaz ayuda a los sefarditas, pecó en algún caso de excesiva prudencia, y es evidente que una acción más rápida y decidida hubiera salvado más vidas, si bien se pueden cifrar en unas 5.000 las que figuran en el haber de nuestra cuenta con los judíos.

El mito fue desmontado por las minuciosas y documentadas investigaciones del profesor israelí Haim Avni (España, Franco y los judíos, publicado en España en 1982), los españoles Antonio Marquina y Gloria Inés Ospina, autores de España y los judíos en el siglo XX. La acción exterior (1987), y, más recientemente, por el alemán Bernd Rother (Spanien und der Holocaust, 2001; traducido al español en 2005 con el título Franco y el Holocausto). Este último ha destacado que "la contradicción española radica en que España no quería tolerar la persecución de sus judíos, pero, por otra parte, no estaba dispuesta a permitir su inmigración y carecía de una política clara al respecto".
A pesar de todo, como ha destacado Gonzalo Álvarez Chillida, el mito se resiste a desaparecer y "se ha convertido casi en un lugar común", como lo prueban los siguientes testimonios de políticos y dirigentes judíos:
Shlomo Ben Ami, ministro de Asuntos Exteriores de Israel y Embajador de Israel en España:

El poder judío no fue capaz de cambiar la política de Roosevelt hacia los judíos durante la Segunda Guerra Mundial. El único país de Europa que de verdad echó una mano a los judíos fue un país en el que no había ninguna influencia judía: España, que salvó más judíos que todas las democracias juntas. (Declaraciones a la revista Época en 1991).

Golda Meir, primera ministra de Israel, declaró siendo ministra de Asuntos Exteriores:

El pueblo judío y el Estado de Israel recuerdan la actitud humanitaria adoptada por España durante la era hitleriana, cuando dieron ayuda y protección a muchas víctimas del nazismo. (Debate en el Parlamento israelí, Knesset, el 10 de febrero de 1959).

Israel Singer, Presidente del Congreso Mundial Judío:

La España de Franco fue un refugio importante de judíos que se arriesgaron a venir, escapando de la Francia de la libertad, la fraternidad y la igualdad. No quiero defender a Franco, pero en la Segunda Guerra Mundial muchos judíos se salvaron en España e ignorarlo es ignorar la historia. (Entrevista en El Mundo, 17 de diciembre de 2005).

Sigue abierto, sin embargo, el debate sobre el alcance de la política franquista respecto de los judíos que huían del Holocausto. El hispanista francés Joseph Pérez, a la pregunta que él mismo se formula "¿se habrían podido salvar más judíos si el gobierno español se hubiera mostrado más generoso, aceptando las sugerencias de sus cónsules en la Europa ocupada por los nazis?", responde "desde luego" y añade a continuación: "Hasta 1943… Madrid no quiso complicaciones con Alemania e incluso después de aquella fecha se prestó a colaborar con agentes nazis". No obstante, Pérez concluye: "a pesar de todo, el balance global es más bien favorable al régimen: no salvó a todos los judíos que pedían ayuda, pero salvó a muchos. Así y todo, es muy exagerado hablar, como hacen algunos autores, de la judeofilia de Franco…".
La valoración de Pérez no es compartida por Gonzalo Álvarez Chillida. Según este historiador, a los judíos se les permitió atravesar España, «precisamente porque se trataba de tránsito, sostenido económicamente, además, por los aliados y diversas organizaciones humanitarias», «pero había que impedir por todos los medios que permanecieran en el país, como se ordenó reiteradamente desde El Pardo. Por ello el mayor problema se planteó con los cuatro millares de judíos españoles, que los alemanes estaban dispuestos a respetar siempre que fueran repatriados por España». A pesar de que ya tenía algún conocimiento del exterminio judío, «Franco mantuvo inalterado su criterio de que estos ciudadanos españoles, por ser judíos, tampoco podían permanecer en su propio país. Cómo convencer a los aliados de su evacuación fue más complejo, hubo muchas dilaciones que los alemanes aceptaron, y, finalmente, el régimen salvó a menos de la cuarta parte. […] Y no sólo eso. Una vez derrotada Alemania… [el ministerio de Asuntos Exteriores] ordenó que se consideraran plenamente nulos todos los documentos de protección otorgados durante la guerra. Sólo aquellos judíos que demostrasen poseer la ciudadanía española en toda regla serían ayudados a regresar a sus antiguos hogares, pero bajo ningún pretexto podrían entrar en España. […] Muchos judíos que se salvaron a través de España guardan un lógico recuerdo de agradecimiento hacia Franco. Los que fueron devueltos a Francia o aquéllos que fueron abandonados por no reconocérseles la nacionalidad, en su inmensa mayoría no pudieron guardar recuerdo alguno».

## Sefardíes en la actualidad

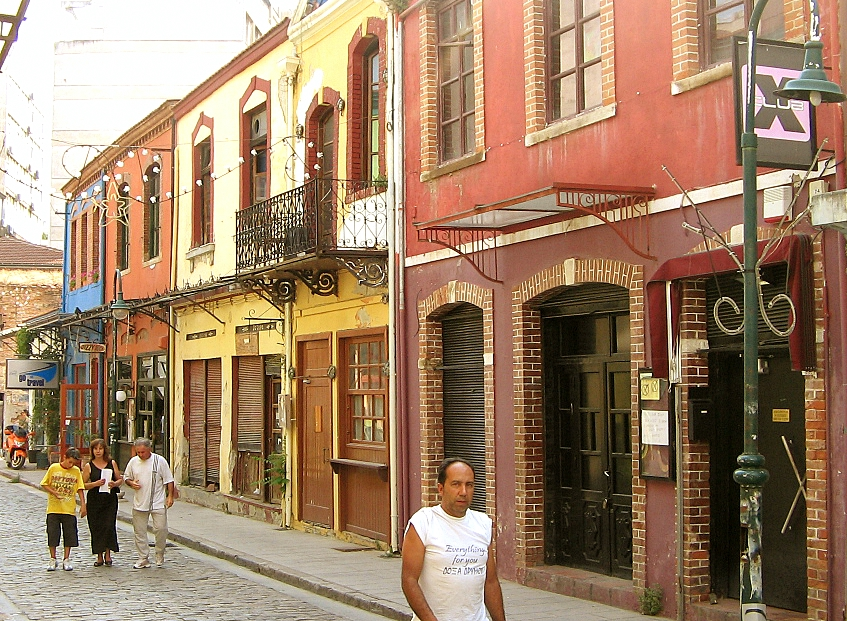
Calle de Ladadika, en uno de los antiguos barrios judíos de Salónica.

La comunidad sefardí, hoy en día, es mucho más numerosa en el Estado de Israel, donde hubo desde tiempos otomanos una comunidad en Safed, Galilea. En la actualidad, existen comunidades en las ciudades de Tel Aviv, Haifa y Jerusalén. Tienen su propia representación en la Knéset e incluso un rabino actúa como jefe de la comunidad, Shlomo Amar. El partido religioso sefardí Shas es una de las principales fuerzas políticas en Israel y la fuerza «confesional» más numerosa.
La destrucción de casi toda la comunidad sefardí en el Holocausto originó en gran medida una disminución sustancial en la población hablante de lengua judeoespañola. Esto llevó a muchos miembros de la comunidad sefardí, esparcida principalmente en América e Israel, a intentar preservar la lengua, institucionalizarla y promover actividades científicas y culturales en torno a ella. Israel funda, a iniciativa del presidente Isaac Navón, la Autoridad Nasionala del Ladino, órgano encargado del estudio del judeoespañol, su protección y conservación. Esta institución edita periódicamente la revista Aki Yerushalayim, totalmente impresa en judeoespañol y que contiene artículos de interés para la comunidad sefardí. El Instituto Benito Arias Montano de Madrid publica también una revista de corte similar, titulada Sefarad.
En Estados Unidos, destaca la Fundación para el Avance de los Estudios y la Cultura Sefardíes (Foundation for the Advancement of Sephardic Studies and Culture — FASAAC), en donde trabajaron activamente personajes como Albert Matarasso, Mair José Benadrete, Henry V. Besso y David Barocas, eruditos de la cultura sefardí. Esta institución posee un amplio archivo de fotografías y documentos para investigadores.

### España
En 1982, el Gobierno español estableció el reconocimiento de la nacionalidad a los sefardíes que demostraran una clara vinculación histórica con el país. Este reconocimiento sirve hasta el día de hoy para reducir sustancialmente el plazo de residencia legal en España requerido para la obtención de la nacionalidad española por naturalización (vía ordinaria). Con esta disposición, al igual que en el caso de los nacionales originarios de Iberoamérica, Andorra, Filipinas, Guinea Ecuatorial y Portugal, se reconoce el vínculo histórico, lingüístico y cultural del residente con España, requiriendo un plazo de dos años de residencia legal en el país frente a los diez años de la disposición general. Además, en estos supuestos se admite la conservación de la nacionalidad de origen del solicitando, mientras que por norma general no se permite la doble nacionalidad.
Más allá del proceso de naturalización, desde finales de los años 1990, los sefardíes (reconocidos por medio de dicho proceso) han podido obtener la nacionalidad española por carta de naturaleza siempre y cuando se hayan probado sus «profundos e intensos lazos emocionales, históricos y afectivos con el Reino de España» o se haya demostrado «la conservación de la tradición judeoespañola» (sin el requisito de residencia). Este tipo de procesos se llevan a cabo a discreción del Consejo de Ministros, otorgándose la resolución mediante Real Decreto. Entre 2006 y 2010, las autoridades españolas concedieron 698 cartas de naturaleza a sefardíes, un número que cayó drásticamente en los tres años seguidos, con un total de 121 concesiones. El historiador y político israelí Shlomo Ben Ami, quien fue el segundo embajador de Israel en España, obtuvo la nacionalidad española por esta vía.
A mediados de 2015 se aprobó la denominada «ley de sefardíes» (oficialmente, Ley 12/2015), que resolvía conceder la nacionalidad española a aquellas personas que pudieran probar su ascendencia sefardí mediante una serie de requisitos, comprobación en los registros existentes y autentificación por parte de la Federación de Comunidades Judías. Aunque de carácter temporal, se trataba de un procedimiento más institucionalizado para el reconocimiento de los sefardíes como españoles de origen (a diferencia de las dos formas anteriores que son nacionalidades derivativas). Aunque se ha criticado por motivo de su complejidad en comparación con leyes similares, como la portuguesa, y lo exhaustivo de la tramitación y cumplimiento de los requisitos (que en principio incluían dos viajes a España), de los aprox. 239 000 solicitudes cursados en el plazo de su vigencia (junio de 2015 a octubre de 2019), para finales de 2022 se habían concedido 64 702 nacionalidades en virtud de esta ley.
Además de las diversas iniciativas que mantienen la memoria de estas personas, el rey Felipe VI acogió a esta comunidad presidiendo un acto solemne celebrado en el comedor de gala del Palacio Real de Madrid con motivo de la Ley 12/2015 «en materia de concesión de nacionalidad española a los sefardíes originarios de España». Diversos medios se hicieron eco de la noticia, tanto en medios generalistas como en medios especializados.

### Iberoamérica
En Iberoamérica existen templos y cementerios sefardíes en las principales comunidades, que paulatinamente se entrelazan y cooperan con las comunidades asquenazíes. Además, la Federación Sefaradí Latinoamericana (FeSeLa) es la asociación voluntaria de instituciones sefaradíes con presencia en Argentina, Brasil, Chile, Colombia, México, Perú, Uruguay, Venezuela y en la Florida, Estados Unidos. FeSeLa forma parte de la Federación Sefaradí Mundial, promueve la unidad del pueblo judío y la difusión de la cultura sefardita.
En pro de la preservación de la cultura sefardí, las emisoras de radio Kol Israel y Radio Exterior de España emiten programas en lengua judeoespañola y dedican gran parte del tiempo a la divulgación de los eventos en favor de la cultura. Recientemente, el Instituto Cervantes de Estambul, en colaboración con la comunidad sefardí residente en la ciudad, imparte cursos de judeoespañol de manera regular. La Fundación Francisco Cantera Burgos en la ciudad española de Miranda de Ebro posee la mayor biblioteca en temas sefarditas y hebraicos de Europa, y una de las mayores del mundo.

## Apellidos sefardíes
En la tradición española[cita requerida], ha existido la creencia de que muchos apellidos de origen toponímico, de oficios o profesiones —es decir, la mayoría de los apellidos españoles— podrían ser característicos de personas de origen judío. Sin embargo, esta atribución es problemática, ya que dichos apellidos son compartidos ampliamente por individuos de distintas confesiones religiosas.
Entre los principales tipos de apellidos españoles se encuentran:  
- Patronímicos: derivados de un nombre propio, como Sánchez (de Sancho), Ramírez (de Ramiro), González (de Gonzalo), así como Martín, Alonso o Marín.
- Toponímicos: relacionados con un lugar de origen o residencia, como Ávila, Córdoba, Franco, Lugo, Zamora, Villavicencio o Quiroz.
- Geográficos: inspirados en accidentes o elementos del paisaje que identificaban a una familia dentro de una localidad, como De la Fuente, Del Pozo, Del Río, Ríos, Montes, Plaza o Calle.
- Descriptivos: que aluden a características físicas o de personalidad, como Cano, Calvo, Moreno, Pardo, Rubio o Petit.
- De oficios o profesiones: como Guerrero, Tinajero, Barbero, Barragán, Cubero, Zapatero, Ferrer, Ballesteros o Carretero.

El historiador Julio Caro Baroja, en su obra Los judíos en la España moderna y contemporánea, advirtió que «aparte de conservar con celo apellidos desaparecidos hace mucho en España, o que, por el contrario, les son comunes con cristianos viejos de los que aquí pueden vivir (éste el de los apellidos, es terreno muy resbaladizo, y en el que muchos pueden dejarse llevar por la pasión fácilmente...)».
En el apéndice X de la obra Apellidos de conversos se transcribe un manuscrito de la Biblioteca Nacional que aborda el problema de los apellidos en Aragón:

Es de saber, que cuando los moros y judíos se bautizaron por mandado de los Reyes Católicos don Fernando y doña Isabel, muchos hombres principales, para aficionarlos a que de mejor gana lo hiciesen, les ponían sus nombres, de donde ha sucedido que ahora los sucesores de aquellos hombres principales tienen su limpieza en disputa, por ver que se hallan confesos de su apellido.

En este documento se citan casos como los de los Samaniego, Mendoza, Señores de Sangarrén o Don Domingo Ram, obispo de Huesca, quienes cedieron sus apellidos a conversos bautizados.
Es cierto que los judíos adoptaron tradicionalmente apellidos inspirados en personajes bíblicos, aunque estos también son comunes entre musulmanes y cristianos. Asimismo, emplearon motivos naturales, nombres de metales, piedras preciosas, sustancias y colores como base para apellidos.
No es posible determinar con certeza si un apellido concreto es de origen judío únicamente por su uso actual. El hecho de que una persona judía porte un apellido no implica necesariamente que dicho apellido tenga un origen sefardí, ni que todas las personas que lo lleven compartan ese origen. El análisis debe realizarse en sentido inverso: solo cuando un apellido español documentado históricamente como judío se conserva —aunque sea modificado— en un individuo, puede hablarse con fundamento de herencia sefardí.

## Sinagogas y familias relacionadas
- Mayor (Mallorca) — Cuenca, Ferrera, Arotchas, Baraja, Ben Mayor, Torres, Francés.
- Provincia (Provence) — Yeoshua, Barbero, Barouch, Menachem, Eskenazy, Haim, Pitchón, Paladino.
- Estrouk (León) — Pinto, Chiniyo, Aragon, Faradji, Agas, Agasi.
- Bet Aharon (Galicia) — Cassouto, Pardo, Saragoussi, Toledano, Franco, Avayou, Israel, Leal, Sadoc, Zadoq, Cadoc, Cadoche, Cadoches, Cados, Kados, Cadosch, Kadosh, Qadosh, Lugo, Villegas.
- Aragón (Aragón) — Chiniyo, Pinto, Azouz, Hanania, Yona, Olivan, Levi, Sarfati.
- Portugal (Lisboa) — Melo, Ferreira, Antunes, Raphael, Pereire, Paraira, Arari, Rangel, Miranda, Boueno, Hernández, Pera, Pérez, Pinto, Preciado, Santo, Vilar, Cobra.
- Portugal (Tomar) — Sapoznik (Zapatero), Zacuto, Schwarz
- Evora (Evora) — Pinto, Ovadia, Attias, Rouvio, Ergas, Amarillio, Bivas.
- Shalom (Extremadura) — Molho, Pérez, Benveniste, Albukerk, Alviz, Kuriat, Litcho, Saloum, Alvo, Parra, Pero, Perero, Perera.
- Catalan Hadash (Cataluña) — Parés, Perer, Shemtov, Sento, Santob, Ravel, Ravell, Santo, Santos.
- Sicilia (Sicilia) — Ouziel, Berakha, Hazan, Hassan, Segoura, Shami, Shaban, Sossa, Maia, Menashe, Haver, Levi.
- Calabria (Calabria) — Profeta.
- Toledano (Tapiero) — Días, Díaz, Cohen.
- Italia Hadash (Roma) - Kalonymus, Calimano, Shemtob, Ravelli.

## Cultura sefardí

### Literatura sefardí

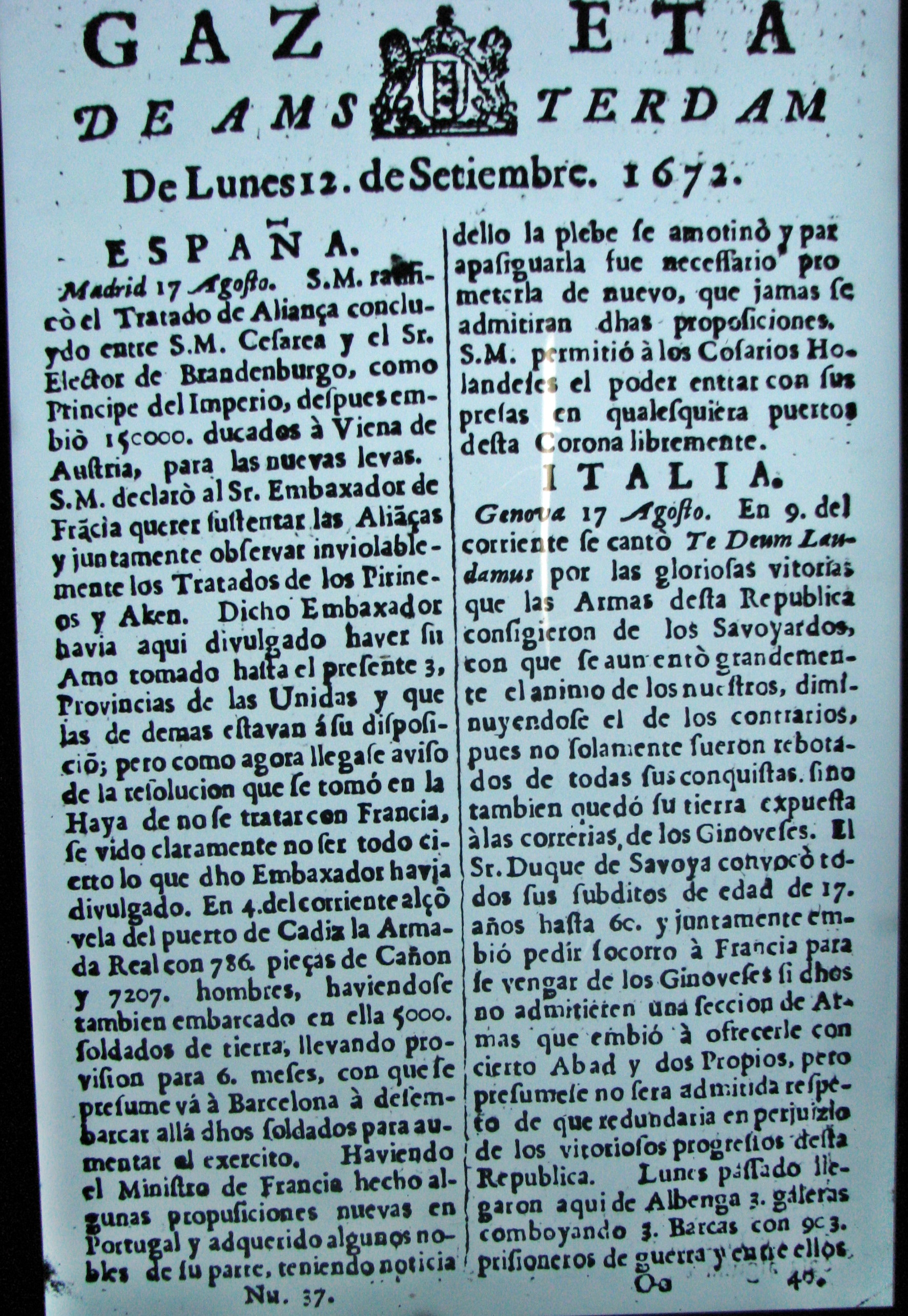
Gazeta de Ámsterdam, Países Bajos, 12 de septiembre de 1672. Los hebreos de Ámsterdam imprimían un periódico que muestra, en primera plana, el interés de la comunidad judía por lo que sucedía en ese entonces en Madrid y, leía además las noticias en español—después de 180 años de haber sido expulsada de España (1492; Beth Hatefutsoth).

Escribiendo en español se desarrolló una comunidad literaria en el Ámsterdam del siglo XVII (José Penso de la Vega, Miguel de Barrios, Nicolás Oliver Fullana, Isabel Correa, Isaac Cardoso, Isaac Orobio de Castro, Castro Tartas -La Gazeta de Ámsterdam, entre 1672 y 1702-, Juan de Prado, Benito de Espinosa).
En hebreo escribió el cabalista Sabbatai Zevi, que fue considerado «mesías» por sus seguidores y dividió a la comunidad judía.
En latín escribieron Uriel da Costa y Spinoza, y en inglés el dramaturgo y director teatral David Belasco.

### Música sefardita
La música sefardí o sefardita nace de los judíos españoles instalados en Castilla y Aragón que adaptan canciones populares castellanas hasta su expulsión en tiempos de los Reyes Católicos, siendo una fusión de la música árabe y la cristiana. Árabe en el ritmo y los instrumentos y cristiana por el idioma en que se cantaban, que era el castellano. La temática más corriente de las canciones sefardíes es la amorosa, aunque también destacan las canciones de cuna y las de boda.
Por lo tanto, cuando se habla de música sefardí como tal no se puede hablar de un género nuevo, sino de una adaptación a su medida de unas melodías ya existentes que hicieron los judíos llegados a España, pero que ganaron con la llegada de los sefardíes en riqueza rítmica e instrumental.

Los sefardíes, al ser expulsados de España, llevaron su música y tradiciones a Turquía, Grecia y Bulgaria, países donde se establecieron principalmente. Han sabido mantener las canciones en castellano que heredaron de sus antepasados ibéricos pese al paso de los siglos y añadir palabras propias de cada idioma autóctono.
Con la música sefardí que se sigue practicando en el Mediterráneo oriental en la actualidad podemos hacernos una idea de cómo sonaba esta música en la Edad Media.

### Gastronomía sefardí
Corresponde al conjunto de costumbres culinarias de los judíos sefardíes. Las características de la gastronomía sefardí van íntimamente ligadas a las prácticas del judaísmo. Se puede decir que forma parte integrante de la gastronomía mediterránea debido al uso que hace de los ingredientes de esta zona de Europa añadiéndole algún tinte de misticismo a la elaboración de algunas recetas tradicionales. Posee influencias claras de la cocina árabe y con el devenir de los años ha adquirido influencias de la cocina turca.